# Ősfa

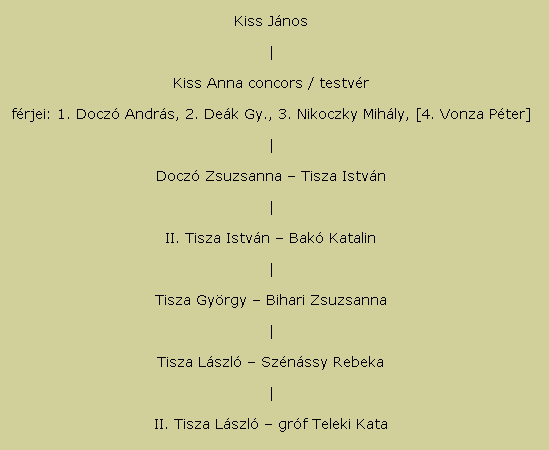
A Tisza család ősfájának fele, mely a birtokszerző ősfájának csak a férfi ágát tünteti fel, a leányági birtokszerző 1590. augusztus 25-i birtokadományától

Az ősfa a genealógiában használt különféle leszármazási táblák egyike. Hasonló a családfához, de abban tér el attól, illetve helyesebben az őstáblától, hogy csak az egyenes ági ősöket tartalmazza (apa, anya, apai nagyapa, anyai nagyapa, apai dédapa, anyai dédapa stb., esetleg ezek női megfelelőit is), míg az őstábla az egyén összes férfi és női ősét igyekszik feltüntetni.
Az ősfákat gyakran használták birtokperekben, nemességi igazolásnál stb. ahol a közvetlen, egyenes ági leszármazást kellett bizonyítani. Különféle lovagrendek tagságához és udvari tisztségek betöltéséhez is szükség volt az ősfa (máltai, kamarási ősfa) bemutatására.

## Kapcsolódó szócikk
- Őstábla